# Страхил Попсандев
Страхил Попсандев (Попалександров, п. Санев) Поппетров е български революционер от Вътрешната македонска революционна организация.

## Биография
Страхил Попсандев е роден през 1901 година в град Свети Никола, тогава в Османската империя. Завършва пети гимназиален клас, а след Първата световна война става първи нелегален организатор на ВМРО в Светиниколско. На 12 юли 1923 година загива в сражение със сръбска потеря край Гюрищкия манастир заедно с Наце Барутчиски от Ранчинци.
Бащата на Страхил Попсандев поп Александър е заклан от сръбски жандарми през 1928 година.